# Carme Boatell Teixidó
Carme Boatell Teixidó   (Barcelona, 28 de juliol de 1911 - Perpinyà, 31 de maig de 1976) fou una lluitadora antifeixista filla del barri de Sants de Barcelona. Va fer front al feixisme a la Guerra Civil espanyola i a la Segona Guerra Mundial.
Ferida a la retirada republicana el 1939 quan transportava ferits d'un bombardeig feixista sobre Figueres, va aconseguir entrar a l'Estat francès. Un cop allà va integrar-se al primer grup de la Résistance organitzat a Marsella.
Posteriorment capturada pels col·laboracionistes nazis de Vichy, fou la primera republicana torturada per aquests quan l'octubre de 1941 va patir 40 dies d'incomunicació. Entregada als nazis, fou internada a Ravensbrück, tomba de més de 92.000 dones i 863 nens. Va sobreviure, i visqué fins a l'any 1976, quan va morir a Perpinyà.